# Монтабаур
Монтабаур (њем. Montabaur) град је у њемачкој савезној држави Рајна-Палатинат. Једно је од 192 општинска средишта округа Вестервалд. Према процјени из 2010. у граду је живјело 12.486 становника. Посједује регионалну шифру (AGS) 7143048.

## Географски и демографски подаци
Монтабаур се налази у савезној држави Рајна-Палатинат у округу Вестервалд. Град се налази на надморској висини од 230 метара. Површина општине износи 33,6 km². У самом граду је, према процјени из 2010. године, живјело 12.486 становника. Просјечна густина становништва износи 371 становника/km².

## Међународна сарадња
| Мјесто | Држава               | Врста сарадње | Од    |
| ------ | -------------------- | ------------- | ----- |
| Бракли | Уједињено Краљевство | партнерство   | 1975. |
|        | Француска            | партнерство   | 1970. |
|        | САД                  | партнерство   | 1976. |
| Извор  |                      |               |       |